# Psychoda uncinula
Psychoda uncinula är en tvåvingeart som beskrevs av Quate 1954. Psychoda uncinula ingår i släktet Psychoda och familjen fjärilsmyggor. Inga underarter finns listade i Catalogue of Life.